# Can Ginestar
Can Ginestar és una masia modernista del municipi de Sant Just Desvern (Baix Llobregat) també coneguda com a Casa d'en Rabassa, Casa d'en Duran o Casa Tudó. Situada al carrer Carles Mercader a prop de l'ajuntament i de l'església dels sants Just i Pastor, s'utilitza com a casal de cultura de la vila. L'edifici forma part de l'Inventari del Patrimoni Arquitectònic de Catalunya.

## Descripció
Ubicat en la vessant d'un turó i envoltat de boscos, el mas és un conjunt de grans dimensions que presenta una estructura irregular condicionada pel gran desnivell del terreny. L'edifici consta de planta baixa, pis i golfes. Les cobertes són a dues aigües i els murs han estat realitzats amb pedra desbastada unida amb argamassa. Malgrat que l'orientació de la casa és a llevant, l'entrada principal es troba a ponent i està precedida per un pati interior tancat per un mur de pedra. A més de la casa pairal pròpiament dita, al vessant meridional, dins el pati, hi ha una petita capella; i a la banda nord, ja fora del pati interior, hi ha un edifici anomenat la Cabanya (possiblement l'antiga masoveria), actualment l'única zona habitada del conjunt. El caire noble de la casa es reflecteix principalment a la façana oriental, on trobem una gran eixida de pedra adossada al mur, suportada per tres grans arcs de mig punt i que serveix com a terrassa, a la que s'accedeix des de la planta principal.
A l'interior de la casa hi ha una gran sala de forma rectangular coberta amb volta rebaixada amb tres arcs torals i llunetes; aquesta sala fa de distribuïdor de les habitacions i dona accés a la gran terrassa. En una de les portes de la terrassa s'hi llegeix "PER A JOAN SAYOL Y GINESTA 1746", i en una porta interior hi ha la data 1466.
La capella es troba a la banda meridional del pati i fa 7x3 metres. Té planta rectangular, precedida per un porxo amb una obertura d'arc de mig punt lleugerament rebaixat. La façana, totalment llisa, està rematada per un campanar d'espadanya amb un arc apuntat. L'interior té decoració barroca. El parament del mur està format per pedres de diferents dimensions desbastades i unides amb argamassa; en canvi, els emmarcaments de les obertures i les cantonades de l'edifici són de carreus més grans alguns dels quals han estat escairats. A la pedra d'un mur s'hi llegeix la data 1757. La coberta és a dues aigües.

## Història

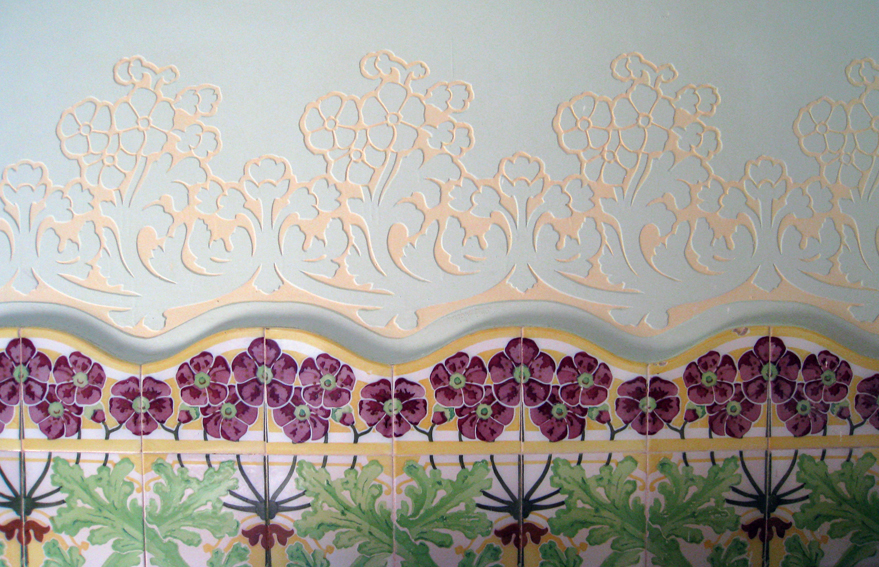
Arrimadors ceràmics a la planta baixa

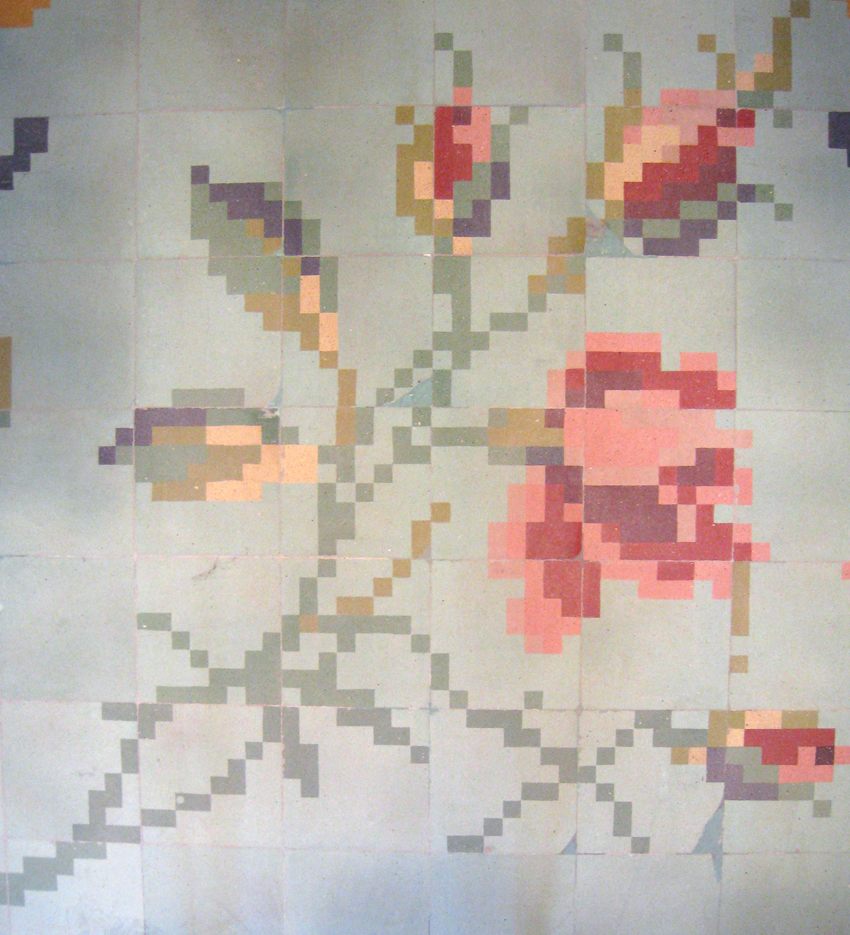
Paviment hidràulic al primer pis

A la planta baixa hi ha una llinda del 1403 i a l'interior una altra del 1669. Mentre que al primer pis hi ha una del 1703 i coronant l'edifici la del 1904. Diverses reformes al llarg del temps van modificar l'aspecte de l'edifici reiteradament, com per exemple la galeria que s'hi va afegir al segle xviii al costat de ponent.

### Reforma modernista
Entre 1904 i 1905 el propietari de la finca, Joan Baptista Modolell, hereu d'una antiga família benestant santjustenca, va encarregar la reforma completa de l'edifici, que va dur a terme l'arquitecte Marcel·lià Coquillat i Llofriu en estil modernista amb clares influències neogòtiques. Per a obtenir una façana simètrica Coquillat hi adossà al cos central a la banda de l'est una capella de les mateixes dimensions que la galeria a la banda de l'oest. La part central segueix sent la més ampla i més alta de les tres amb un capcer esglaonat i pinacles al capdamunt. Encara que les proporcions dels dos cossos adossats siguin quasi idèntics, cadascú ofereix un aspecte individual: la capella té una escala, una porta d'arc lobulat i una rosassa, la galeria un balcó amb una triple finestra i a la cantonada amb la façana del ponent una petita torre amb merlets. Segons els plànols originals de les obres, Coquillat tenia projectat adossar-hi a l'edifici una torre gran que finalment no es va construir. En resum, es reconstrueix tota la crugia que conté la galeria, s'eleva un metre de la part central del terrat, s'arreglen les façanes i es construeix la capella i el mur de tanca.
A l'interior de can Ginestar hi destaquen plafons i terres de rajoles, sostres de fusta i estucats, vitralls emplomats de colors i elements de forja. L'arrimador ceràmic de l'estança de ponent a la planta baixa és un disseny del Lluís Brú i Salelles realitzat per la fàbrica Pujol i Bausis d'Esplugues de Llobregat vers l'any 1901 per encàrrec de Lluís Domènech i Montaner. Al primer pis es troba un terra de paviments hidràulics amb ornaments florals en imitació de punt de creu. A més a l'espai de la finca al capdavant de l'edifici es va afegir el jardí de Can Ginestar, que està tancat per un mur ondat. El resultat del conjunt d'aquestes reformes va ser una mansió senyorial que ja no conserva l'aspecte auster d'una masia rural.

### Segle XXI
Des de l'any 1978 can Ginestar és propietat de l'ajuntament de Sant Just Desvern i s'utilitza com a casal de cultura. Acull una sala d'exposicions, diversos tallers artístics, la biblioteca municipal, l'arxiu històric de Sant Just Desvern i altres serveis municipals. És, a més, la seu del Centre d'Estudis Santjustencs i dels Gegants de Sant Just Desvern, els quals estan en exposició permanent a la seva capella. Al terrat de l'edifici es troben les antenes de l'emissora local Ràdio Desvern.
Entre els anys 2002 i 2008 es realitzen extenses obres de millora a l'edifici i l'arquitecte Josep Llinas construeix una nova biblioteca municipal annexa a can Ginestar. L'empresa Urcotex realitza una restauració de l'edifici seguint les directrius de l'arquitecte Xavier Guitart i l'obra queda finalista dels Premis Catalunya Construcció 2009.